# 10 000 złotych 1987 Jan Paweł II
10 000 złotych 1987 Jan Paweł II – okolicznościowa moneta o nominale 10 000 złotych, bita w srebrze, na krążku o średnicy 35 mm, wprowadzona do obiegu 28 maja 1987 r. zarządzeniem z 7 maja 1987 r. (M.P. z 1987 r. nr 15, poz. 137), wycofana z dniem denominacji z 1 stycznia 1995 r., rozporządzeniem prezesa Narodowego Banku Polskiego z dnia 18 listopada 1994 r. (M.P. z 1994 r. nr 61, poz. 541).
Moneta upamiętniała trzecią wizytę Jana Pawła II w Polsce. Wyemitowano ją w ramach serii tematycznej Jan Paweł II.

## Awers
W centralnym punkcie umieszczono godło – orła bez korony, po bokach orła rok „1987”, dookoła napis „POLSKA RZECZPOSPOLITA LUDOWA”, na dole napis „ZŁ 10000 ZŁ”, a pod łapą orła znak mennicy w Warszawie.

## Rewers
Na tej stronie monety znajduje się półpostać Jana Pawła II z pastorałem z półprofilu, z lewej strony, powyżej napis „JAN PAWEŁ II”, a na stule papieża, z lewej strony, na dole, monogram projektantki.

## Nakład
Monetę bito w Mennicy Państwowej, w srebrze próby 750, na krążku o średnicy 35 mm, masie 19,3 grama, z rantem gładkim, według projektu Stanisławy Wątróbskiej-Frindt, w nakładzie 908 820 sztuk.

## Opis
Rewers został wykorzystany już w 1982 roku dla monety próbnej kolekcjonerskiej o nominale 1000 złotych, wybitej w srebrze próby 750. Zgodę NBP na wykorzystanie rewersu i awersu dostała również firma szwajcarska, która w latach 1982, 1985, 1986, w mennicy VACAMBI, biła stemplem lustrzanym i zwykłym, złote monety kolekcjonerskie, o nominałach 1000 złotych, 2000 złotych, 10 000 złotych.
Istnieje również wersja kolekcjonerska tej monety wybita stemplem lustrzanym, w nakładzie 15 000 sztuk.

## Powiązane monety
Istnieją inne monety z tym samym wzorem rewersu.

### 1982
| Nominał        | Typ                  | Materiał     | Stempel   | Średnica | Masa   | Nakład (sztuk) | Mennica  | Uwagi                            |
| -------------- | -------------------- | ------------ | --------- | -------- | ------ | -------------- | -------- | -------------------------------- |
| 1000 złotych   | próba kolekcjonerska | srebro Ag750 | lustrzany | 35 mm    | 19,3 g | 10 000         | Warszawa |                                  |
| 1000 złotych   | kolekcjonerska       | złoto Au900  | zwykły    | 18 mm    | 3,4 g  | 900            | VALCAMBI | na wyłączność firmy zagranicznej |
| 1000 złotych   | kolekcjonerska       | złoto Au900  | lustrzany | 18 mm    | 3,4 g  | 1700           | VALCAMBI | na wyłączność firmy zagranicznej |
| 2000 złotych   | kolekcjonerska       | złoto Au900  | zwykły    | 23 mm    | 6,8 g  | 500            | VALCAMBI | na wyłączność firmy zagranicznej |
| 2000 złotych   | kolekcjonerska       | złoto Au900  | lustrzany | 23 mm    | 6,8 g  | 1250           | VALCAMBI | na wyłączność firmy zagranicznej |
| 10 000 złotych | kolekcjonerska       | złoto Au900  | zwykły    | 40 mm    | 34,5 g | 200            | VALCAMBI | na wyłączność firmy zagranicznej |
| 10 000 złotych | kolekcjonerska       | złoto Au900  | lustrzany | 40 mm    | 34,5 g | 700            | VALCAMBI | na wyłączność firmy zagranicznej |

### 1985
| Nominał        | Typ            | Materiał    | Stempel   | Średnica | Masa   | Nakład (sztuk) | Mennica  | Uwagi                            |
| -------------- | -------------- | ----------- | --------- | -------- | ------ | -------------- | -------- | -------------------------------- |
| 1000 złotych   | kolekcjonerska | złoto Au900 | zwykły    | 18 mm    | 3,4 g  | nieznany       | VALCAMBI | na wyłączność firmy zagranicznej |
| 1000 złotych   | kolekcjonerska | złoto Au900 | lustrzany | 18 mm    | 3,4 g  | nieznany       | VALCAMBI | na wyłączność firmy zagranicznej |
| 2000 złotych   | kolekcjonerska | złoto Au900 | zwykły    | 23 mm    | 6,8 g  | nieznany       | VALCAMBI | na wyłączność firmy zagranicznej |
| 2000 złotych   | kolekcjonerska | złoto Au900 | lustrzany | 23 mm    | 6,8 g  | nieznany       | VALCAMBI | na wyłączność firmy zagranicznej |
| 10 000 złotych | kolekcjonerska | złoto Au900 | zwykły    | 40 mm    | 34,5 g | nieznany       | VALCAMBI | na wyłączność firmy zagranicznej |
| 10 000 złotych | kolekcjonerska | złoto Au900 | lustrzany | 40 mm    | 34,5 g | nieznany       | VALCAMBI | na wyłączność firmy zagranicznej |

### 1986
| Nominał        | Typ            | Materiał    | Stempel   | Średnica | Masa   | Nakład (sztuk) | Mennica  | Uwagi                            |
| -------------- | -------------- | ----------- | --------- | -------- | ------ | -------------- | -------- | -------------------------------- |
| 1000 złotych   | kolekcjonerska | złoto Au900 | zwykły    | 18 mm    | 3,4 g  | 83             | VALCAMBI | na wyłączność firmy zagranicznej |
| 1000 złotych   | kolekcjonerska | złoto Au900 | lustrzany | 18 mm    | 3,4 g  | 53             | VALCAMBI | na wyłączność firmy zagranicznej |
| 2000 złotych   | kolekcjonerska | złoto Au900 | zwykły    | 23 mm    | 6,8 g  | 54             | VALCAMBI | na wyłączność firmy zagranicznej |
| 2000 złotych   | kolekcjonerska | złoto Au900 | lustrzany | 23 mm    | 6,8 g  | 79             | VALCAMBI | na wyłączność firmy zagranicznej |
| 10 000 złotych | kolekcjonerska | złoto Au900 | zwykły    | 40 mm    | 34,5 g | 6              | VALCAMBI | na wyłączność firmy zagranicznej |
| 10 000 złotych | kolekcjonerska | złoto Au900 | lustrzany | 40 mm    | 34,5 g | 13             | VALCAMBI | na wyłączność firmy zagranicznej |

### 1987
| Nominał        | Typ            | Materiał     | Stempel   | Średnica | Masa   | Nakład (sztuk) | Mennica  |
| -------------- | -------------- | ------------ | --------- | -------- | ------ | -------------- | -------- |
| 10 000 złotych | kolekcjonerska | srebro Ag750 | lustrzany | 35 mm    | 19,3 g | 15 000         | Warszawa |

## Wersje próbne
Istnieje wersja tej monety należąca do serii próbnej w niklu z wypukłym napisem „PRÓBA”, wybita w nakładzie 500 sztuk. Jest to ta sama moneta próbna co dla wersji kolekcjonerskiej.